# Oxytropis lapponica
Oxytropis lapponica là một loài thực vật có hoa trong họ Đậu. Loài này được (Wahlenb.) Gay miêu tả khoa học đầu tiên.

## Hình ảnh

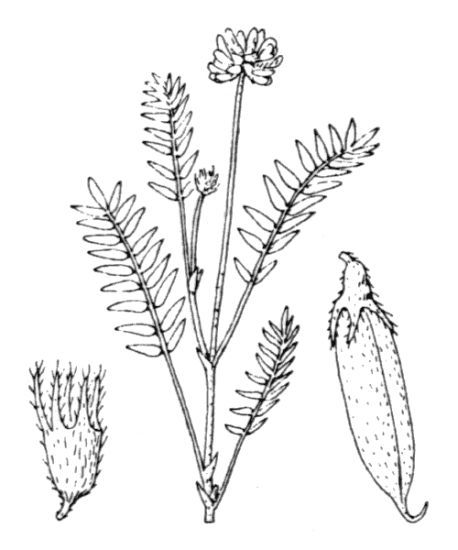